# Chongra Peak
Chongra Peak  è una cima della catena dell'Himalaya del Gilgit-Baltistan, Pakistan. È una delle tante vette sussidiarie del massiccio del Nanga Parbat. Oltre alla cima principale, la montagna ha altre vette: la Cima Nord  (6.565 m), la Cima Sud (6.448  m), la Cima di Mezzo (6.455 m) e la Cima Ovest (6.554  m). A nord-nordest del Monte si trova un'altra cima secondaria del massiccio, il  Rakhiot Peak (6.830 metri). Il Chongra Peak si trova appena a sud del fiume Indo nel distretto di Diamer. Non lontano a nord si trova l'estremità occidentale della catena del Karakorum.

## Conformazione della montagna
Il nucleo del Nanga Parbat è una lunga cresta che si estende da sud-ovest a nord-est. La parte sud-occidentale di questa cresta principale è nota come Mazeno Ridge e presenta numerose vette sussidiarie. Nella direzione opposta rispetto alla cima, la cresta principale inizia come East Ridge prima di svoltare più a nord-est al Rakhiot Peak (7.070 m), circa 4 km a nord-est della cima del Nanga Parbat. La Silver Saddle (Silbersackel) si trova circa a metà strada tra Rakhiot Peak e la cima del Nanga Parbat. Il lato sud/sud-est della montagna è dominato dalla Rupal Face , spesso definita la parete montuosa più alta del mondo: si eleva per ben 4.600 m (15.100 piedi) sopra la sua base. Il lato nord/nord-ovest della montagna, che conduce all'Indo, è più complesso. È diviso nella parete Diamir (ovest) e nella parete Rakhiot (nord) da una lunga cresta. Vi sono numerose vette secondarie, tra cui la Cima Nord (7.816 m), circa 3 km a nord della vetta principale.

## Prime ascensioni
La prima scalata della vetta fu effettuata da Peter Aschenbrenner insieme a Hugo Hamberger il 14 giugno nell'ambito della spedizione alpinistica tedesco-americana al Nanga Parbat del 1932 guidata dall'alpinista tedesco Willi Merkl.
Non è chiaro se abbiano effettivamente scalato la vetta principale e non una vetta secondaria inferiore. La scalata della vetta principale ebbe luogo il 20 agosto 1971 da parte di una spedizione giapponese (Masahiko Kaizu, Kiyoshi Hara e Tamiya Takahashi) attraverso il Rama Peak.